# Molières 1989
La 3e Nuit des Molières a eu lieu le 7 mai 1989.

## Molière du comédien
- Gérard Desarthe dans Hamlet
  - Sami Frey dans Je me souviens
  - Laurent Terzieff dans Henri IV
  - Fabrice Luchini dans Voyage au bout de la nuit
  - Bernard Freyd dans Le Faiseur de Théâtre

## Molière de la comédienne
- Maria Casares dans Hécube
  - Suzanne Flon dans Une absence
  - Denise Gence dans Les Chaises
  - Catherine Hiegel dans La Veillée
  - Isabelle Huppert dans Un mois à la campagne

## Molière du comédien dans un second rôle
- Étienne Chicot dans Une absence
  - Michel Robin dans L'Imposture
  - Claude Evrard dans Un mois à la campagne
  - François Lalande dans Le Foyer
  - Henri Garcin dans Entre nous soit dit

## Molière de la comédienne dans un second rôle
- Christine Murillo dans La Mouette
  - Catherine Rich dans La Vraie Vie
  - Martine Sarcey dans Une absence
  - Michèle Simonnet dans Entre nous soit dit
  - Béatrice Agenin dans Une femme sans histoire

## Molière de la révélation théâtrale
- Élizabeth Macocco dans Callas
  - Marion Bierry dans Journal d'une petite fille
  - Étienne Chicot dans Une absence
  - Jean-Michel Portal dans Une vie de théâtre
  - Muriel Robin dans Les majorettes se cachent pour mourir

## Molière de l'auteur
- François Billetdoux pour Réveille-toi Philadelphie !
  - Loleh Bellon pour Une absence
  - Bernard-Marie Koltes pour Le Retour au désert
  - Victor Lanoux pour La Ritournelle

## Molière de l'adaptateur
- Dominique Deschamps pour Je ne suis pas Rappaport
  - Yves Bonnefoy pour Hamlet
  - Attica Guedj, Stéphan Meldegg pour Entre nous soit dit

## Molière du metteur en scène
- Patrice Chereau pour Hamlet
  - Jean-Pierre Vincent pour Le Faiseur de théâtre
  - Pierre Mondy pour La Présidente
  - Jorge Lavelli pour Réveille-toi Philadelphie
  - Maurice Benichou pour Une absence

## Molière du créateur de costumes
- Jacques Schmidt pour Hamlet
  - Pierre Dios pour Ainsi va le monde
  - Dominique Borg pour Lorenzaccio

## Molière du décorateur scénographe
- Richard Peduzzi pour Hamlet
  - Louis Bercut pour Réveille-toi Philadelphie !
  - Nicolas Sire pour Un mois à la campagne

## Molière du meilleur spectacle comique
- La Présidente au Théâtre des Variétés
  - C'est dimanche au Centre Georges Pompidou
  - Drôle de couple au Théâtre Saint-Georges
  - Voltaires folies à La Comédie de Paris

## Molière du spectacle en région
- Les Trois Sœurs  au Centre national de création d'Orléans
  - Ainsi va le monde à la Comédie de Caen
  - Dom Juan à La Criée Théâtre national de Marseille
  - Quartett au Centre dramatique national de Lyon

## Molière du théâtre privé
- L'Avare au Théâtre du Marais
  - Un mois à la campagne au Théâtre Édouard VII
  - Une absence au Théâtre des Bouffes-Parisiens
  - Henri IV à l'Atelier Théâtral de Louvain, La Neuve et au Théâtre de l'Atelier Paris
  - Entre nous soit dit au Théâtre La Bruyère

## Molière du théâtre public
- Le Foyer au Théâtre de la Plaine
  - Le Faiseur de théâtre aux TNP Villeurbanne, Théâtre de la Ville
  - Réveille-toi Philadelphie ! au Théâtre national de la Colline
  - La Mouette à l'Odéon-Théâtre de l'Europe
  - Hamlet au Théâtre des Amandiers Nanterre

## Molière du spectacle musical
- Cats au Théâtre de Paris
  - Offenbach tu connais ? au Théâtre Moderne
  - Starmania aux Théâtre de Paris, Théâtre Marigny

## Meilleur «one man show» ou spectacle de sketches
- Raymond Devos au Théâtre du Palais Royal
  - Philippe Caubère au Théâtre Hébertot
  - Smaïn au Café de la Gare
  - Romain Bouteille au Splendid Saint-Martin